# Campionato italiano di pallamano femminile
Il campionato italiano di pallamano femminile è il sistema di tornei nazionali organizzati dalla Federazione Italiana Giuoco Handball il cui vertice è la serie A1 che assegna il titolo di campione d'Italia.
La prima edizione di tale torneo si tenne nel 1969.
Al di sotto della serie A1 si trova la serie A2. In precedenza sotto il campionato di Prima Divisione Nazionale o serie A1 (al tempo semplicemente Serie A o Prima Divisione Nazionale), vi era la serie B con promozione diretta alla massima serie fino alla stagione 1984-85 e poi nel successivo biennio tramite i play-off a quattro squadre dopo la regular-season ed eguale play-out per la retrocessione in serie C delle altre quattro. Sia nel 1985-86 che nel 1986-87 la Federazione aveva stabilito un bonus di 4, 3, 2, 1 punti sia per le prime quattro posizioni che per le successive che conducevano ai play-out. Fino al 1990-91 la promozione alla massima serie derivava dalla vittoria nei play-off dopo la regular-season, mentre dal 1991-92 con la costituenda serie A2 questo torneo diventava di terzo livello. Per accedere a quest'ultima era necessario superare un play-off a quattro squadre, a seconda della classifica della regular-season. Nel frattempo la terza divisione o Serie C, pur sempre disputata su scala interregionale dalla sua nascita (1980-81) è stata soppressa agli inizi degli anni '90 (1992-93).
Tra le varie divisioni esiste un sistema di promozione / retrocessione.

## Campionato

### Formula
Il campionato è così strutturato:

### Serie A1
È il massimo campionato femminile.
Vi è una prima fase a girone unico con partite di andata e ritorno. Ed una seconda fase con Play Off Scudetto. Le squadre classificate all'ultimo e penultimo posto della prima fase retrocedono in Seconda Divisione nella stagione successiva. Le squadre classificate dal 1º al 6º posto in classifica alla fine della prima fase parteciperanno ai play off scudetto.

### Seconda Divisione
È il campionato femminile di secondo livello.
Si compone di una stagione regolare in cui i club si affrontano in un girone all'italiana con partite di andata e ritorno. Le squadre classificate al 1º posto di ciascun girone in classifica al termine della fase regolare partecipano alle Final8 di Coppa Italia di seconda divisione; le finaliste vengono promosse in A1.

## Coppa Italia

### Formula
La formula per le finali di Coppa Italia è la Final8. Le prime otto squadre al termine del girone d'andata sono qualificate alle Final8. La società che ospita la manifestazione è qualificata di diritto. Qualora la società ospitante non sia posizionata tra le prime otto, si qualificheranno solo le prime sette.

## Supercoppa Italiana

### Formula
La squadra vincitrice del campionato affronta in gara unica la vincente della Coppa Italia. In caso di contemporanea vittoria di coppa e campionato da parte della stessa squadra, accede alla Supercoppa la seconda classificata in Coppa Italia.